# Dusona momoii
Dusona momoii är en stekelart som beskrevs av Hinz och Horstmann 2004. Dusona momoii ingår i släktet Dusona och familjen brokparasitsteklar. Inga underarter finns listade i Catalogue of Life.